# Debates para as eleições legislativas portuguesas de 2024
A temporada de debates para as eleições legislativas portuguesas de 2024 consiste numa série de debates realizados entre 5 e 26 de fevereiro:
- 29 frente-a-frentes entre os líderes dos partidos representados na Assembleia da República:
  - Secretário-Geral do Partido Socialista Pedro Nuno Santos
  - Líder da Aliança Democrática Luís Montenegro
  - Presidente do CHEGA André Ventura
  - Presidente da Iniciativa Liberal Rui Rocha
  - Secretário-Geral do Partido Comunista Português Paulo Raimundo
  - Coordenadora do Bloco de Esquerda Mariana Mortágua
  - Porta-voz do Pessoas-Animais-Natureza Inês Sousa Real
  - Cabeça-de-lista do Livre por Lisboa Rui Tavares
- Dois debates entre todos os líderes partidários com assento parlamentar (um na televisão e outro na rádio, sendo que este último será transmitido em simultâneo por quatro estaçõesː Antena 1, Rádio Renascença, TSF e Rádio Observador)[2]
- Um debate entre os partidos sem representação na Assembleia da República.

O primeiro debate foi realizado pela SIC (num simultâneo com a SIC Notícias), no dia 5 de fevereiro, entre Pedro Nuno Santos e Rui Rocha.

## Cronologia

### Partidos com assento parlamentar

Intervenientes
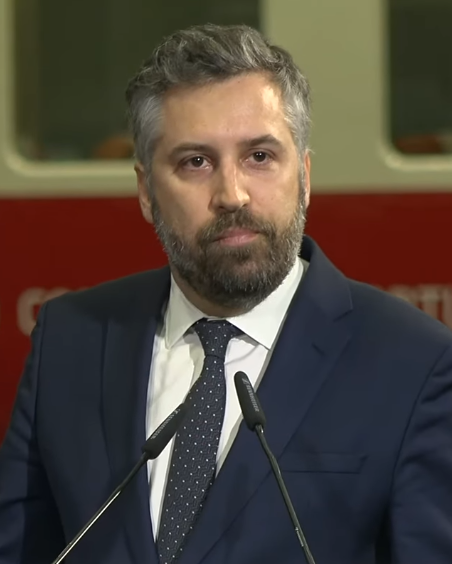
Pedro Nuno Santos Partido Socialista (PS)
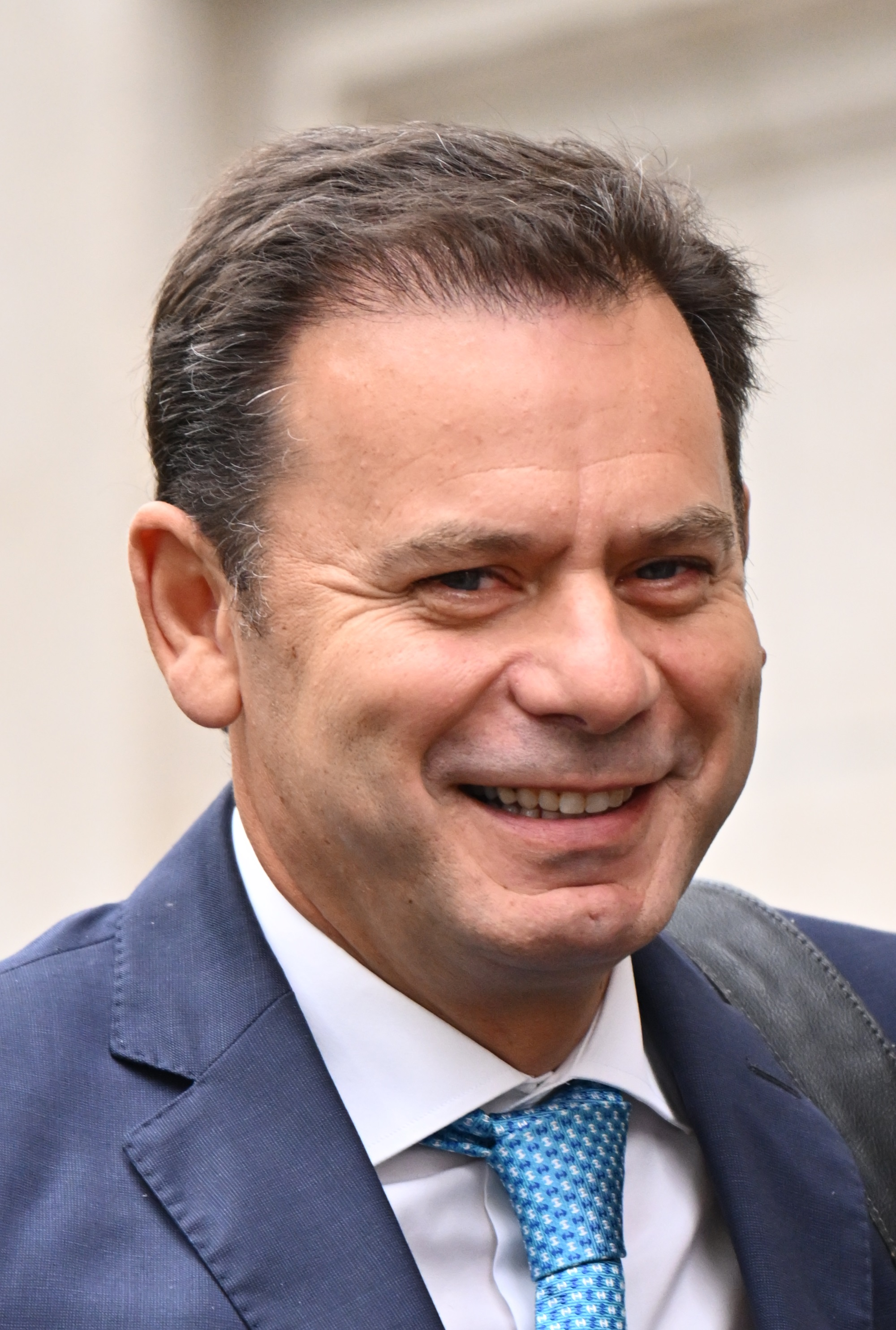
Luís Montenegro Aliança Democrática (AD)
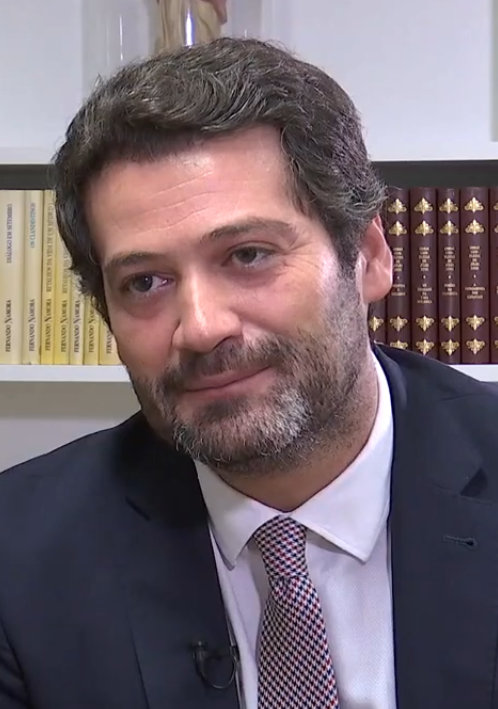
André Ventura Chega (CH)
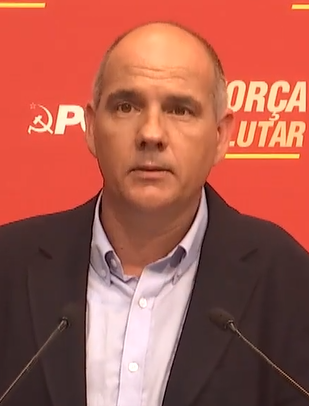
Paulo Raimundo CDU - Coligação Democrática Unitária (PCP-PEV)
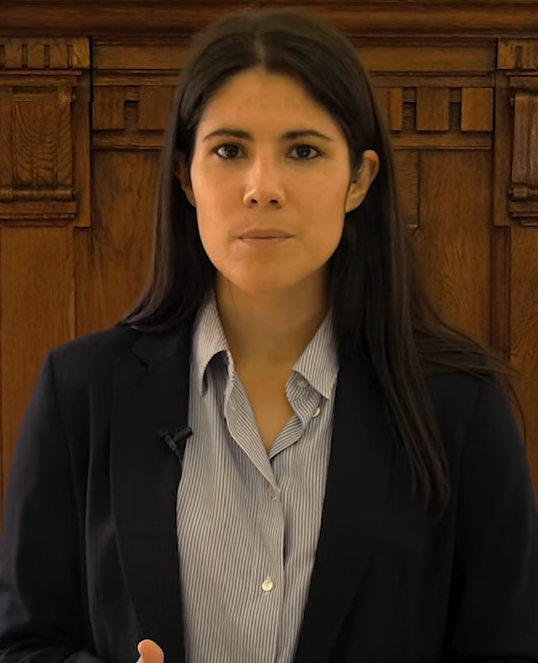
Mariana Mortágua Bloco de Esquerda (B.E.)
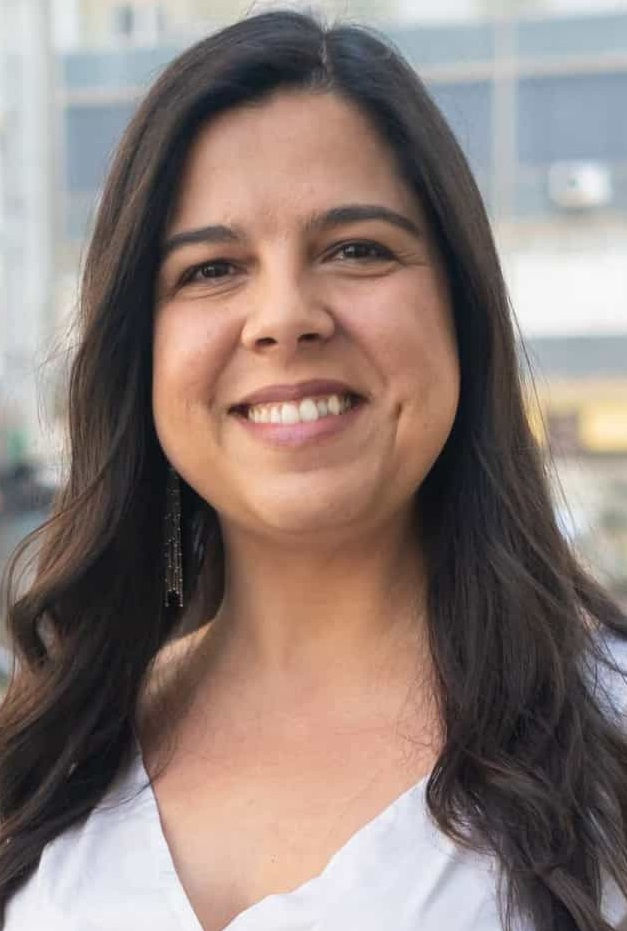
Inês Sousa Real Pessoas–Animais–Natureza (PAN)
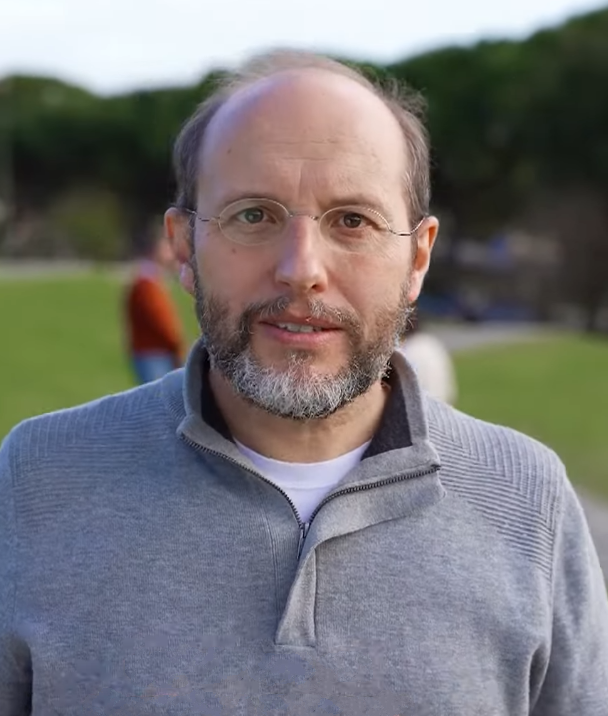
Rui Tavares Livre (LIVRE)

| Data           | Hora | Intervenientes                               | Moderador(es)      | Estação          | Local                 | Audiência | Refs.                   | Hiperligações |
| -------------- | ---- | -------------------------------------------- | ------------------ | ---------------- | --------------------- | --------- | ----------------------- | ------------- |
| 5 de fevereiro | 21h  | Pedro Nuno Santos (PS) vs. Rui Rocha (IL)    | Clara de Sousa     | SIC SIC Notícias | Paço de Arcos, Oeiras | 995 000   | [ 3 ] [ 4 ] [ 5 ] [ 6 ] | Vídeo         |
| 5 de fevereiro | 22h  | André Ventura (CH) vs. Inês Sousa Real (PAN) | João Adelino Faria | RTP3             | Cabo Ruivo, Lisboa    | 89 000    | [ 6 ] [ 7 ] [ 8 ] [ 9 ] | Vídeo         |

## Debates

### Pedro Nuno Santos vs Rui Rocha (5 de fevereiro)
O primeiro debate teve lugar na segunda-feira, 5 de fevereiro, nos estúdios da SIC, em Paço de Arcos. O debate transmitido na SIC e na SIC Notícias. Foi moderado por Clara de Sousa e teve a duração de 30 minutos.

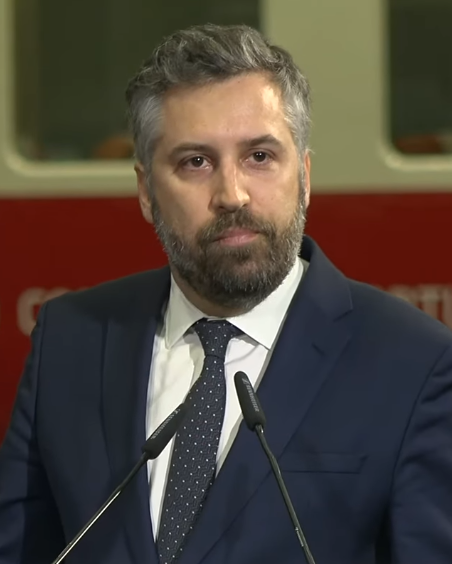
Pedro Nuno Santos Partido Socialista (PS)

#### Formato
O debate teve a duração de 30 minutos, com cada interveniente a dispor de cerca de 13 minutos para intervir. Cada interveniente tinha cerca de 2 minutos para responder a cada pergunta, com a hipótese de ripostar.
Os temas que marcaram o debate foram a redução de impostos e a qualidade dos serviços públicos.
Pedro Nuno Santos acusou a Iniciativa Liberal "acreditar na magia fiscal", ao defender uma redução drástica de impostos, que tem consequências na sustentabilidade das finanças públicas.
Por outro lado, Rui Rocha considerou que Pedro Nuno Santos foi "incompetente" quando esteve no Governo, e que isso se reflete na atual crise da habitação, na ferrovia e na TAP, defendendo que o modelo socialista se encontra "esgotado".
| Interveniente | Interveniente          | Tempo |
| ------------- | ---------------------- | ----- |
|               | Pedro Nuno Santos (PS) | 13:11 |
|               | Rui Rocha (IL)         | 12:41 |

#### Análise
Apesar de haver alguma divisão sobre quem ganhou o debate, a maioria dos analistas políticos acreditam que foi o Presidente da Iniciativa Liberal Rui Rocha que venceu o debate, algo refletido no projeto da CNN Portugal "Pulsómetro", em que dá a vitória a Rocha, com 72%, com base na análise de opiniões de portugueses manifestadas nas redes sociais Twitter, Facebook, Instagram, Reddit e Youtube.

#### Audiências
| Canais generalistas |
| Canais de notícias  |

| Canal        | Espetadores | Rating | Share |
| ------------ | ----------- | ------ | ----- |
| SIC          | 995 000     | ?      | 18,7% |
| SIC Notícias | 995 000     | ?      | 18,7% |

### André Ventura vs. Inês Sousa Real (05 de fevereiro)
O segundo debate teve lugar na segunda-feira, 5 de fevereiro, nos estúdios da RTP Lisboa, Cabo Ruivo, Lisboa. O debate transmitido na RTP3. Foi moderado por João Adelino Faria e teve a duração de 30 minutos.

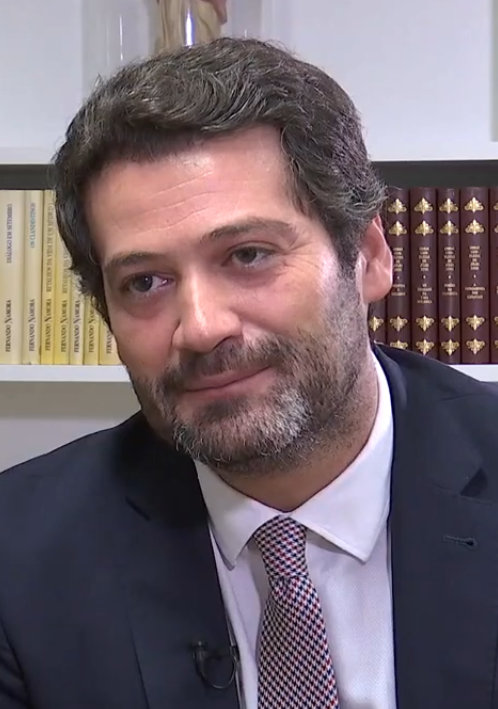
André Ventura Chega (CH)
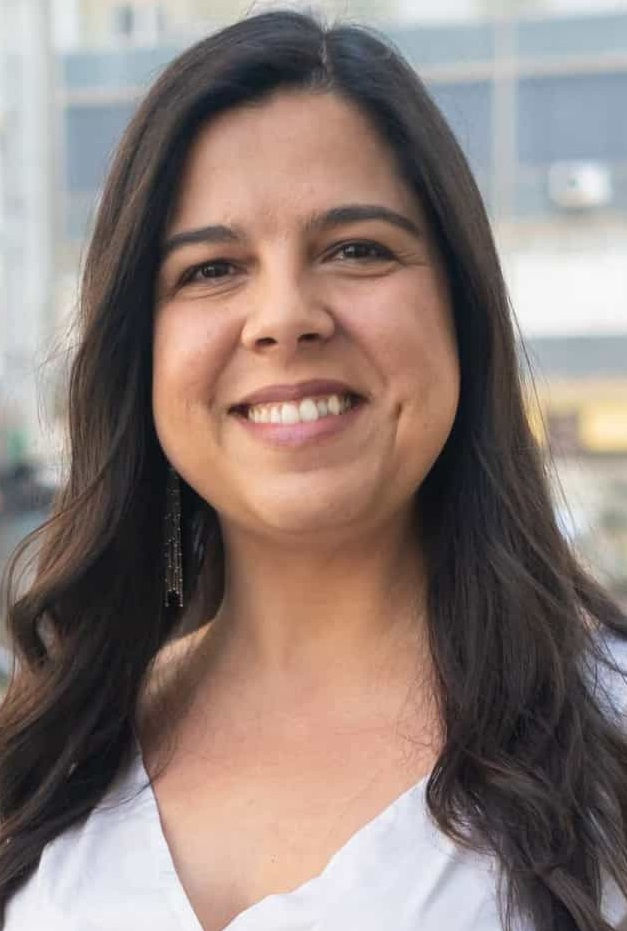
Inês Sousa Real Pessoas–Animais–Natureza (PAN)

#### Formato
O debate teve a duração de 30 minutos, com cada interveniente a dispor de cerca de 12 minutos para intervir. Cada interveniente tinha cerca de 2 minutos para responder a cada pergunta, com a hipótese de ripostar.
Os temas que marcaram o debate foram as estratégias eleitorais de cada partido, a atribuição dos subsídios de risco para a PSP, e os impostos sobre lucros excessivos nas petrolíferas e banca.
André Ventura acusou o PAN de ser uma "muleta do PS", justificando o facto de não ter votado contra nenhum Orçamento do Estado apresentado pelo Partido Socialista e de ser uma "lapa" do poder político, por ter viabilizado o Governo de Miguel Albuquerque, na Região Autónoma da Madeira, para além de acusar o PAN de defender "medidas punitivas para defender o ambiente".
Por outro lado, Inês Sousa Real acusou o Chega de ser um partido "inútil" e "perigoso" para a democracia, por ser o partido com menos iniciativas aprovadas na Assembleia da República e por representar uma ameaça aos direitos sociais.
Acerca da atribuição dos subsídios de risco para a PSP, os dois candidatos concordaram com a justiça das reivindicações, com Ventura a desvalorizar a ameaça feita pelo presidente do Sindicato Nacional da Polícia, Armando Ferreira, sob o facto das eleições legislativas não se poderem realizar.
| Interveniente | Interveniente         | Tempo |
| ------------- | --------------------- | ----- |
|               | André Ventura (CH)    | 13:45 |
|               | Inês Sousa Real (PAN) | 13:30 |

#### Análise
Num debate foi considerado tenso e sem qualidade, por parte de analistas políticos, a maioria dividiu-se sobre quem ganhou, algo refletido no projeto da CNN Portugal "Pulsómetro", em que dá André Ventura e Inês Sousa Real com 51% e 49%, respetivamente.

#### Audiências
| Canais de notícias |

| Canal | Espetadores | Rating | Share |
| ----- | ----------- | ------ | ----- |
| RTP3  | 89 000      |        |       |